# 산그레고리오마뇨
산그레고리오마뇨(이탈리아어: San Gregorio Magno)는 이탈리아 캄파니아주 살레르노도에 있는 코무네이다.

## 개요
산그레고리오마뇨는 이탈리아 남부 지역의 참포냐라고 불리는 백파이프를 사용하는 특이한 형태의 포크 음악이 있는 지방색이 강한지역에 위치해있다. 그 악기는 지역의 목가적인 문화와 가까위 연관되어 있으며 타란텔라 포크 댄스나 종교 예배같은 대중적인 목적에 연주된다. 산그레고리오마뇨는 최근에 참포냐: 남부 이탈리아의 영혼이라는 전통 음악 관련 독립 다큐멘터리에 출연됐다.